# 蔣信
蔣信（？—1454年），原名把臺，蒙古人，明朝军事将领。
把臺为金忠的外甥，永乐二十一年（1423年）随其归降明朝，授都督僉事。宣德年间，赐名蔣信。正统年间，封忠勇伯。正统十四年（1449年）随明英宗北征，土木之变中被俘，被也先安置在赛刊王军中。其虽沙漠居住，却心在中国。每次抵达英宗住所都大哭。解救过英宗的侍卫袁彬。之后景泰元年（1450年）英宗返回明朝，跟从回去，后恢复其俸禄。景泰五年（1454年）去世，赠侯，謚僖順。其子也兒索忽襲爵。